# Portail d'archives
 (janvier 2025).
Un portail d'archives est un portail web qui offre des informations groupées sur des archives et/ou la possibilité de faire des recherches dans les fonds de plusieurs archives. Un portail d'archives peut être consacré à un thématique spécifique (généralement géographique ou sociale). Il peut service de salle de lecture virtuelle.

## Caractéristiques et fonctionnalités
Voici quelques caractéristiques que l'on retrouve[style à revoir] généralement sur des portails d'archives[source secondaire souhaitée] :
- Interface web : Toute l’interaction se fait généralement via un navigateur web.
- Multilinguisme : De nombreux portails offrent des interfaces en plusieurs langues, suivant les publics visés.
- Basé sur des formats d'encodage de données, en particulier liés aux normes de description archivistique (DTD EAD)
- Exportation de données

Les fonctionnalités sont les suivantes :
- Mise à disposition d'instruments de recherche publics (provenant généralement de différentes institutions)
- Recherches simples et avancées
- Tectonique hiérarchique (du général au particulier), conformément à la norme ISAD(G)
- Consultation de documents numériques

## Typologies des portails
Les portails d'archives peuvent avoir différentes orientations stratégiques :
- portails à orientation thématique
- portails se concentrant sur un certain type de médias
- portails axés sur une époque historique en particulier
- portails se définissant par l’appartenance géographique des établissements référencés
- portails sans orientation particulière

La profondeur des informations publiées peut varier :
- des informations institutionnelles uniquement
- des descriptions récapitulatives de fonds
- des métadonnées détaillées jusqu’à un niveau de granularité bas
- également des archives numériques et numérisées
- contenu recherchable (reconnaissance optique de caractères (OCR), transcription)

La gestion et la mise à disposition des données peuvent suivre différentes modalités :
- gestion centralisée des données (interface passive)
- Harvesting (interface active)
- Federated Search (interface proxy)

Certains systèmes d'information archivistique offrent nativement une capacité multi-entité (multi-dépôts) et peuvent donc être utilisés simultanément pour plusieurs institutions ou services d’archives. Dans ce cas l’accès aux inventaires et aux archives est généralement réglé par les droits utilisateur.

## Exemples de portails
Le Portail européen des archives (Archives Portal Europe) permet d’accéder aux données de plus de 1000 services d’archives de plusieurs pays européens.
En Suisse, plusieurs portails d'archives sont mis à disposition par l'Association des archivistes suisses ou différentes institutions d'archives :
- Archives Online permet la recherche dans les inventaires d’archives de plus de 20 services d’archives cantonales, communales et privées, ainsi que dans ceux des Archives fédérales et de la Bibliothèque nationale (métadonnées et documents de chaque base de données).
- Le portail national de recherche Memobase de Memoriav facilite la recherche en ligne de photographies, de films, de documents sonores et de vidéos archivées professionnellement.
- arCHeco est le répertoire des fonds d’archives économiques historiques de Suisse et du Liechtenstein.
- À une échelle plus régionale, différents portails permettent de rechercher dans les archives de différentes institutions, comme le portail des archives neuchâteloises, vaud archives communales ou le portail des archives communales genevoises.

En France, la Salle de lecture virtuelle (SLV, anciennement Salle des inventaires virtuelle - SIV) des Archives nationales de France est une interface web qui permet de consulter, entre autres, des inventaires d'archives et des notices de producteurs produits par les Archives nationales françaises.